# 공개시장운영
공개시장운영(公開市場運營, 영어: Open Market Operation)은 중앙은행의 통화 정책 중 하나로, 중앙은행이 국·공채 등의 유가증권을 매입하거나 매각하여 콜시장의 금리를 조정하는 수단으로 이루어진다. 공개시장운영은 재할인율 정책·법정지급준비율 조작과 더불어 양적·일반적인 3대 금융정책수단의 하나이다
시중에 통화량이 과도하여 경기 과열의 우려가 있을 경우 중앙은행은 보유하고 있던 유가증권을 팔아 민간 자금을 흡수하며, 반대의 경우에는 유가증권을 사들여 시중에 자금을 공급하게 된다.

## 공개시장운영과 금리의 관계

지급준비금 시장에서의 공개시장운영

공개시장운영은 은행의 지급준비를 위한 자금을 조달하기 위한 콜시장에서 유가증권 거래를 통해 통화량을 조절한다. 공개시장매입을 통해 은행으로부터 시중의 국공채를 매입하면 은행의 지급준비금이 증가하고, 시장의 금리는 하락하게 된다. 역으로 중앙은행이 은행에 국공채를 매각하는 경우에는 은행의 지급준비금은 감소하고 금리가 상승한다.
공개시장운영을 통해 은행에 지급준비금 수준을 변동시키고, 은행 시스템에서 대출을 통해 통화팽창을 일으킴으로써 중앙은행은 통화량을 조절하게 된다.

## 공개시장운영의 유형
공개시장운영은 동태적 공개시장운영(dynamic open market operation)과 방어적 공개시장운영(defensive open market operation)으로 구분한다. 동태적 공개시장운영은 국공채를 단순매입하거나 단순매도하여 통화량 수준을 변동시키는 것이고, 방어적 공개시장운영은 시장에서의 금리 또는 통화량의 변동을 상쇄하기 위하여 이루어진다. 
방어적 공개시장운영에는 레포(repo)와 역레포(reverse repo)가 사용된다. 레포는 임시로 국공채를 매입하여 은행간 시장에서 지급준비금 공급을 늘렸다가, 며칠 후 국공채를 되팔아 이를 되돌리고, 역레포는 임시로 국공채를 매각하여 은행간 시장에서 지급준비금 공급을 줄였다가, 며칠 후 국공채를 되사서 되돌린다.

### 기조적 유동성조절
- 환수: 장기물 통화안정증권 발행, 증권 단순매각
- 공급: 잔존만기가 장기인 통화안정증권 환매, 증권 단순매입

### 일시적 유동성조절
- 환수: 단기물 통화안정증권 발행, RP매각
- 공급: 잔존만기가 단기인 통화안정증권 환매, RP매입

## 같이 보기
- 이자율
- 통화주의
- 신용 창출
- 양적 완화